# Zofia Grażyna Jarząb
Zofia Grażyna Jarząb (ur. 30 marca 1926 we Lwowie, zm. 24 lipca 2024) – polska stomatolożka, wykładowczyni akademicka, działaczka społeczna w Lublinie.

## Życiorys
W czasie II wojny światowej wysiedlenona ze Lwowa rodzina Jarząbów zamieszkała w Krakowie. Zofia Grażyna Jarząb studiowała tajnie medycynę, po wojnie kontynuowała studia na Uniwersytecie Jagiellońskim i Katolickim Uniwersytecie Lubelskim. Skończyła medycynę i ze względu na ostatni rok studiów w Lublinie uzyskała dyplom Katolickiego Uniwersytetu Lubelskiego (1949). Rok później na Akademii Medycznej w Lublinie obroniła doktorat, w 1961 habilitowała się, w 1970 uzyskała tytuł profesorki uczelni, zaś w 1978 profesurę zwykłą.
Pracowała na Akademii Medycznej w Lublinie jako asystentka, w latach 1948–1963 adiunktka w Klinice Stomatologicznej, następnie (1963–1992) kierowniczka Kliniki Stomatologicznej i Szczękowo-Twarzowej, co stanowiło kontynuację pracy jej ojca Józefa Jarząba. Dzięki jej staraniom w 1973 na Wydziale Lekarskim Akademii Medycznej w Lublinie powstał Oddział Stomatologii oraz Instytut Stomatologii, którego była dyrektorką w latach 1973–1989. Pełniła też funkcję (jako pierwsza w historii uczelni) prodziekana Wydziału Lekarskiego ds. stomatologii (1974–1975). W latach 1969–1985 przewodniczyła Zespołowi Specjalistów Krajowych ds. chirurgii stomatologicznej i szczękowej.
Była honorową członkinią Polskiego Towarzystwa Lekarskiego i Polskiego Towarzystwa Stomatologicznego (dodatkowo przewodnicząca oddziału lubelskiego) oraz członkinią Lubelskiego Towarzystwa Naukowego. W 1965 została członkinią honorową Accademia degli Abruzzi per le Scienze e le Arti.
W latach 1983–1998 prezesowała Towarzystwu Muzycznemu im. Henryka Wieniawskiego w Lublinie. Współorganizowała Międzynarodowe Konkursy Skrzypcowe im. Henryka Wieniawskiego. Należała do Wojewódzkiej Rady Narodowej w Lublinie (1984–1988).
Była pionierką kriogenicznego leczenia naczyniaków jamy ustnej i twarzy (zwłaszcza u małych dzieci) w Polsce. Jako pierwsza prowadziła w kraju leczenie stomatologiczne ze znieczuleniem ogólnym u dzieci z niepełnosprawnościami.
Została odznaczona Odznaką honorową „Za wzorową pracę w służbie zdrowia” (1953), Krzyżem Kawalerskim Orderu Odrodzenia Polski (1973), Odznaką „Zasłużony Nauczyciel PRL” (1982), Medalem „Za zasługi dla Lubelszczyzny” (1986), Medalem „Za zasługi dla Lublina”, Odznaką „Zasłużony Działacz Kultury” (1993), Odznaką „Zasłużony dla Akademii Medycznej w Lublinie” (1994) oraz Medalem Uniwersytetu Medycznego w Lublinie (2023).
Mieszkała w Poznaniu i Tarnowie, w 1947 na stałe zamieszkała w Lublinie.
Ostatnie lata życia spędziła w Centrum Opieki i Rehabilitacji w Nałęczowie. Została pochowana na cmentarzu przy ulicy Lipowej w Lublinie.